# Потпредседник СФРЈ
Потпредседник Социјалистичке Федеративне Републике Југославије (мкд. заменик-претседателот на СФРЈ; словен. Podpredsednik SFRJ) била је друга функција по државној хијерархији у бившој Социјалистичкој Федеративној Републици Југославији (СФРЈ).
Ова функција је уведена 1963. године након проглашења новог Устава Југославије. Функција потпредседника Републике је постојала од 1963. до 1967. године. Особа која је обављала ову функцију била је по овлашћењима и државној хијерархији одмах после председника СФР Југославије Јосипа Броза Тита. Функцију потпредседника Републике СФРЈ обављали су Александар Ранковић (1963—1966) и Коча Поповић (1966—1967). Потпредседник СФР Југославије је имао дужност да замењује у вршењу дужности председника Републике. Потпредседник Републике се по Уставу могао бирати на сваке четири године и није могао поново бити биран за наредни изборни период. Савезна скупштина је бирала потпредседника Републике одмах по избору председника Републике и по истом поступку. У случају оставке, болести или смрти председника Републике тј. Јосипа Броза Тита, потпредседник Републике би аутоматски постао нови председник Републике до ванредног скупштинског избора председника Републике.

## Уставна улога
Према уставу из 1963 године, потпредседник Републике је имао следећа овлашћења:
- да представља СФРЈ у земљи и иностранству
- да делује на заштити и равноправности југословенских народа
- да делује на заштити Уставом утврђеног поретка
- да врши дужност заменика врховног командата у миру
- да командује Југословенском народном армијом и одлучује о коришћењу војске како у рату и у миру у случају оставке, болести или смрти Председника Републике
- да у случају оставке, болести или смрти Председника Републике, предлагаже кандидата за председника СИВ-а
- да у случају оставке, болести или смрти Председника Републике, предлагаже кандидате за судије Савезног уставног суда
- да у случају оставке, болести или смрти Председника Републике, именује амбасадоре, генерале и адмирале ЈНА
- да у случају оставке, болести или смрти Председника Републике, именује Савет за националну одбрану и по потреби и друге органе федерације
- да у случају оставке, болести или смрти Председника Републике, даје помиловање
- да у случају оставке, болести или смрти Председника Републике, додељује државна одликовања

### Потпредседници Републике СФРЈ
| Заменик шефа државе                    | Заменик шефа државе | Година почетака мандата | Година краја манадата | Политичка странка           | Националност | Република (Покрајина) рођења |
| -------------------------------------- | ------------------- | ----------------------- | --------------------- | --------------------------- | ------------ | ---------------------------- |
| Потпредседник Републике СФРЈ 1963—1967 |                     |                         |                       |                             |              |                              |
| Александар Ранковић                    | Александар Ранковић | 30. јун 1963.           | 14. јул 1966.         | Савез комуниста Југославије | Србин        | СР Србија                    |
| Коча Поповић                           | Коча Поповић        | 14. јул 1966.           | 28. март 1967.        | Савез комуниста Југославије | Србин        | СР Србија                    |